# Noël Francis Alfred Madier de Montjaux
Noël Francis Alfred Madier (Nimes, Llenguadoc-Rosselló, 1814 - Chatou prop de París, 1892) fou un polític francès.
El 1838 obrí bufet a París. De tendències polítiques radicals, prengué part activa, en la revolució del 1848. Fou elegit membre del cos legislatiu per Saona i Loira el 1850 i segué als bancs de l'extrema esquerra. A causa de l'oposició al cop d'Estat, fou empresonat el 1852 i alliberat a condició d'expatriar-se, pel qual fixà la seva residència a Bèlgica. Elegit membre de l'Assemblea nacional el 1874, milità en l'extrema esquerra, votà contra la Constitució de 1875 i lluità especialment contra els ultramuntans.
En les eleccions generals de 1876 fou reelegit per la circumscripció de la Droma, i en aquesta legislatura votà la supressió del pressupost del clergat, i en favor de totes les lleis o projectes es presentaren en contra dels catòlics; fou un del 363 diputats que es declararen contra el gabinet Broglie-Fourton. Reelegit per la mateixa circumscripció l'any següent, presentà una esmena, que no prosperà, en discutir-se les lleis Ferry perquè es prohibís l'exercici de l'ensenyança a les congregacions religioses.
De 1880 a 1888 fou qüestor de la Cambra, però hagué de renunciar per les mesures que prengué contra la premsa; també demanà el 1889 que es reprimira enèrgicament el boulengerisme. A Valence se li erigí una columna commemorativa.

## Nissaga Madier de Montjaux
Entre els fills que va tenir un d'ells fou el famós violinista Raoul Madier de Montjaux (1841-1909) i ell era fill del magistrat i polític Paul Madier de Montjaux (1785-1865) i, net de l'advocat i polític Nativitat Joseph Madier de Montjaux (1755-1830)